# Astragalus tenuiscapus
Astragalus tenuiscapus là một loài thực vật có hoa trong họ Đậu. Loài này được Freyn & Bornm. miêu tả khoa học đầu tiên.